# جليا
جليا هي قرية فلسطينية في قضاء الرملة. يشار الرومان لأنها جليا بواسطة غالا. وقد أخليت من سكانها أثناء حرب 1948 العربية الإسرائيلية من قبل لواء غفعاتي من المرحلة الأولى من عملية داني في 9 يوليو 1948. ويقع على بعد 17 كم من الرملة الجنوبية.
وكشف تعداد 1596 يبلغ عدد سكانها 94. وبحلول عام 1945 كان تعداد السكان قد ارتفع إلى 330.

## موقع القرية
نشأت قرية جليا فوق رقعة منبسطة إلى متموجة من أرض السهل الساحلي ترتفع نحو 135 م فوق سطح البحر وهي بالقرب من السفوح الغربية لجبال القدس....وتنحدر أراضيها تدريجياً نحو الشمال الغربي.......ويجري وادي المناخ في طرفها الجنوبي الغربي متجهاً نحو الشمال ليرفد وادي المالح آحد روافد وادي الصرار......بنيت معظم بيوت جليا من اللبن....وقامت على أنقاض قرية جالا الرومانية ويرجح أن، جليا، من كلمة جال الارامية بمعنى، عرمة الحجارة، أو من، جالا، السريانية بمعنى جدار أو هضبة........وفيها آثار أسس قبور منقورة في الصخر وبئر قديمة، يحيط بقرية جليا أراضي قرى قزازة وعجور وسجد ومغلس وإذنبة والخيمة.......أشتملت قرية جليا على مسجد وبعض الدكاكين ومدرسة ابتدائية تأسست عام 1945م....بلغت مساحة أراضي القرية 10347 دونم وبلغ عدد سكانها عام 1948م،383، نسمة يقيمون في 89 بيتاً.....تبعد قرية جليا عن مدينة الرملة 17 كم...تقع جليا جنوب مدينة الرملة...في 9 تموز من عام 1948 أحتل اليهود قرية جليا ودمروها بعد أن أجلوا سكانها عنها.....اليوم أراضي قرية جليا مسيجة من قبل جيش الاحتلال ولا يمكن الدخول إليها.

## التاريخ
قرية جليا، قضاء الرملة
يشار الرومان لأنها جليا بواسطة غالا. وقد أخليت من سكانها أثناء حرب 1948 العربية الإسرائيلية من قبل لواء غيفعاتي من المرحلة الأولى من عملية داني في 9 يوليو 1948. ويقع على بعد 17 كم من الرملة الجنوبية. وكشف تعداد 1596 يبلغ عدد سكانها 94. وبحلول عام 1945 كان تعداد السكان قد ارتفع إلى 330. أما عن الحالة التعليمية البلدة فقد كان فيها مدرسة للذكور. اسم البلدة عبر التاريخ، يرجح أن (جليا) من كلمة (جال) الآرامية بمعنى (عرمة الحجارة) أو من (جالا) السريانية بمعنى جدار أو هضبة الفلسطينيون القداما عرفوها بإكرون وفي العهد الروماني ذكرت باسم جال. أخذت القرية اسمها لوقوعها محل بلدة «غالا» الرومانية ون البلدات المحيطة، اراضي قرى قزازو وعجور وسجد ومغلس وإدنبة والخيمة أما عن عائلاتها فهي (أسعد، الصوي، حيمور، رضوان. العليمي. السيد احمد) ولا توجد أية مستعمرات الآن على اراضي القرية

## بكائية على قرى قضاء الرملة مدمرة عام النكبة 1948
يا ريح سلم لي.......على أبو الفضل على أبو شوشة.. البرج بيت سوسين على ادنبة..... برفيليا...... ام كلخة البرية..... على بشيت..... ام معين على بيت جيز....... على بيت شنة على بيت نبالا.... على وادي حنين سلم ع التينة......... خربة بيت فار على جليا... على جلجوليا سيرين سلم على خلدة.... سلم على دانيال على دير أيوب.... زرنوقة ونمرين على سلبيت... شلتا..... على شحمه على صرفند...... على دير ياسين على دير طريف على دير محيسن صرفند العمار... سلم على صيدون عاقر.... عنابة.. القباب.. القبيبة قزازة... فطرة اسلام.. وحطين قولة (قولية) - الكنيسة - المخيزن - على المغار - المنصورة - نعلين على النعاني.. المزيرعة على جلدة جمزو.... عجنجول.. ع النبي روبين على بيت قار.. سجد.. مجدل يابا على يبنا على الرملة على زرعين 💫 على فلسطين وعلى قبيبة.... شرقها مع غربها على الشمال.... سلم على سخنين على عرابة........ سلم على غربها على ام العمد.... مسحة... عبلين على أبو سنان.... يركا على الرامة وادي سلامة..... على فلسطين
للشاعر / لطفي الياسيني